# 1221 en santé et médecine
| Années de la santé et de la médecine : 1218 - 1219 - 1220 - 1221 - 1222 - 1223 - 1224    |
| Décennies de la santé et de la médecine : 1190 - 1200 - 1210 - 1220 - 1230 - 1240 - 1250 |

Cet article présente les faits marquants de l'année 1221 en santé et médecine.

## Événements

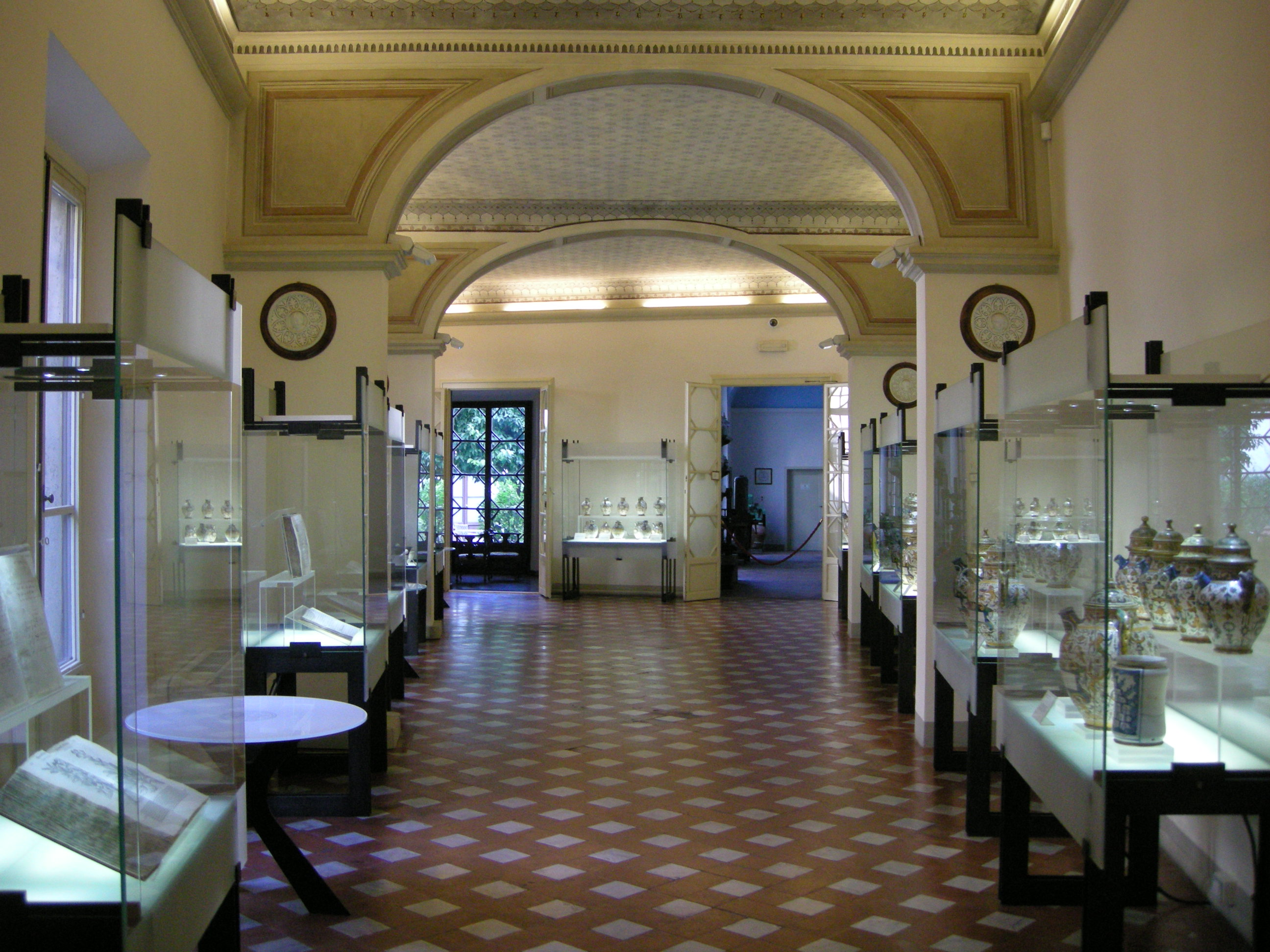
Santa Maria Novella
« La Pharmacie »
(salle du musée)

- L'hôpital Saint-Jean-Baptiste de la ville d'Aire, dans le comté de Flandre, est placé par l'évêque de Thérouanne sous l'autorité conjointe des échevins et des chanoines de la paroisse Saint-Pierre[1],[2].
- Construction de la léproserie Saint-Ladre, dépendante de l'hôpital de Saint-Pol, en Artois[3].
- Les frères dominicains fondent à Florence, sur le parvis de l'église Santa Maria Novella, une apothicairerie qui est à l'origine de l'actuelle Antica Spezieria di Santa Maria Novella[4].
- Les frères dominicains fondent un hospice à Gand, au lieu-dit Onderbergen, dans une maison donnée par le sieur Sohier Parys, à côté de celle déjà consacrée à l'accueil des malades par Catherine Uutenhove[5],[6].
- Fondation par Hedwige, abbesse d'Andlau, de l'hospice d'Obersteigen, en Alsace, « destiné aux pauvres et aux indigents » et confié aux chanoines augustins de Steigen[7].
- Aubert d'Hangest et son épouse créent un maladrerie à Genlis, dans le Vermandois[8].
- Premier praticien hospitalier dont on ait conservé la trace[9], le chirurgien Hubert s'engage à donner gratuitement ses soins aux infirmes et aux pauvres de l'Hôtel-Dieu de Paris, ainsi qu'aux frères et aux sœurs de l'hôpital[10].
- 1218-1221[11] : lié depuis 1214 par ses fonctions d’archiatre, le médecin et chirurgien Hugues de Lucques (it) accompagne les troupes envoyées par Bologne en Terre sainte[12].

## Décès
- Vers 1221 : Muhammad al-Jighmini (en) (date de naissance inconnue), astronome persan auquel on a parfois attribué le Petit Canon (Qanûnja), traité de médecine inspiré du Canon d'Avicenne[13].